# بدفورد جزارد
 بدفورد جزارد (به انگلیسی: Bedford Jezzard)  (زادهٔ ۱۹ اکتبر ۱۹۲۷) بازیکن فوتبال اهل انگلستان که سابقهٔ بازی در تیم ملی فوتبال انگلستان را در کارنامهٔ خود دارد. وی در تاریخ ۲۳ مه ۱۹۵۴ نخستین بازی ملی خود را در مقابل تیم ملی فوتبال مجارستان انجام داد و با حضور در ۲ بازی ملی، در تاریخ ۲ نوامبر ۱۹۵۵ واپسین بازی ملی‌اش را در برابر تیم ملی فوتبال ایرلند شمالی برگزار کرد.